# EU-Meisterschaften 2018 (Boxen)
Die 9. EU-Meisterschaften der Männer 2018 wurden vom europäischen Amateurboxverband EUBC vom 9. bis zum 18. November in der spanischen Großstadt Valladolid ausgetragen. Spanien war damit nach 2004 zum bereits zweiten Mal Austragungsort dieses Wettkampfes.
Es nahmen 124 Boxer aus 22 Nationen teil, welche sich in 10 Gewichtsklassen 114 Kämpfe lieferten. Erfolgreichste Nation wurde England mit neun Medaillen.

## Teilnehmende Nationen
- Belgien (6)
- Bulgarien (4)
- Dänemark (1)
- Deutschland (8)
- England (9)
- Estland (2)
- Finnland (3)
- Frankreich (10)
- Georgien (10)
- Griechenland (1)
- Irland (7)
- Italien (10)
- Kroatien (7)
- Moldau (5)
- Österreich (3)
- Polen (9)
- Rumänien (4)
- Schottland (3)
- Slowakei (5)
- Slowenien (4)
- Spanien (9)
- Tschechien (4)

## Medaillengewinner
| Klasse                       | Gold                       | Silber                       | Bronze                                                  |
| ---------------------------- | -------------------------- | ---------------------------- | ------------------------------------------------------- |
| Halbfliegengewicht (– 49 kg) | Federico Serra Italien     | Sachil Alachwerdowi Georgien | Jakub Słomiński Polen Martín Molina Spanien             |
| Fliegengewicht (– 52 kg)     | Gabriel Escobar Spanien    | Will Cawley England          | Tinko Banabakow Bulgarien Nodari Darbaidse Georgien     |
| Bantamgewicht (– 56 kg)      | Kurt Walker Irland         | Peter McGrail England        | Jordan Rodriguez Spanien Artusch Gomtssijan Georgien    |
| Leichtgewicht (– 60 kg)      | Sofiane Oumiha Frankreich  | Calum French England         | Radomir Obruśniak Polen Francesco Maietta Italien       |
| Halbweltergewicht (– 64 kg)  | Luke McCormack England     | Paolo Di Lernia Italien      | Fredrik Jensen Dänemark Dmitri Galagot Moldau           |
| Weltergewicht (– 69 kg)      | Pat McCormack England      | Youba Sissokho Spanien       | Kieran Molloy Irland Filip Wąchała Polen                |
| Mittelgewicht (– 75 kg)      | Andrej Csemez Slowakei     | Carl Fail England            | Salvatore Cavallaro Italien Victor Corobcewschii Moldau |
| Halbschwergewicht (– 81 kg)  | Benjamin Whittaker England | Andrei Arădoaie Rumänien     | Matúš Strnisko Slowakei Gaëtan Ntambwe Frankreich       |
| Schwergewicht (– 91 kg)      | Aziz Mouhiidine Italien    | Toni Filipi Kroatien         | Cheavan Clarke England Cristian Filip Rumänien          |
| Superschwergewicht (+ 91 kg) | Frazer Clarke England      | Petar Belberow Bulgarien     | Marko Milun Kroatien Ayoub Ghadfa Spanien               |

## Medaillenspiegel
| Rang | Land       | Gold | Silber | Bronze | Gesamt |
| ---- | ---------- | ---- | ------ | ------ | ------ |
| 1    | England    | 4    | 4      | 1      | 9      |
| 2    | Italien    | 2    | 1      | 2      | 5      |
| 3    | Spanien    | 1    | 1      | 2      | 4      |
| 4    | Frankreich | 1    | 0      | 2      | 3      |
| 5    | Irland     | 1    | 0      | 1      | 2      |
| 5    | Slowakei   | 1    | 0      | 1      | 2      |
| 6    | Georgien   | 0    | 1      | 2      | 3      |
| 7    | Bulgarien  | 0    | 1      | 1      | 2      |
| 7    | Kroatien   | 0    | 1      | 1      | 2      |
| 7    | Rumänien   | 0    | 1      | 1      | 2      |
| 8    | Polen      | 0    | 0      | 3      | 3      |
| 9    | Moldau     | 0    | 0      | 2      | 2      |
| 10   | Dänemark   | 0    | 0      | 1      | 1      |
|      | Gesamt     | 10   | 10     | 20     | 40     |